# Syrtis Major

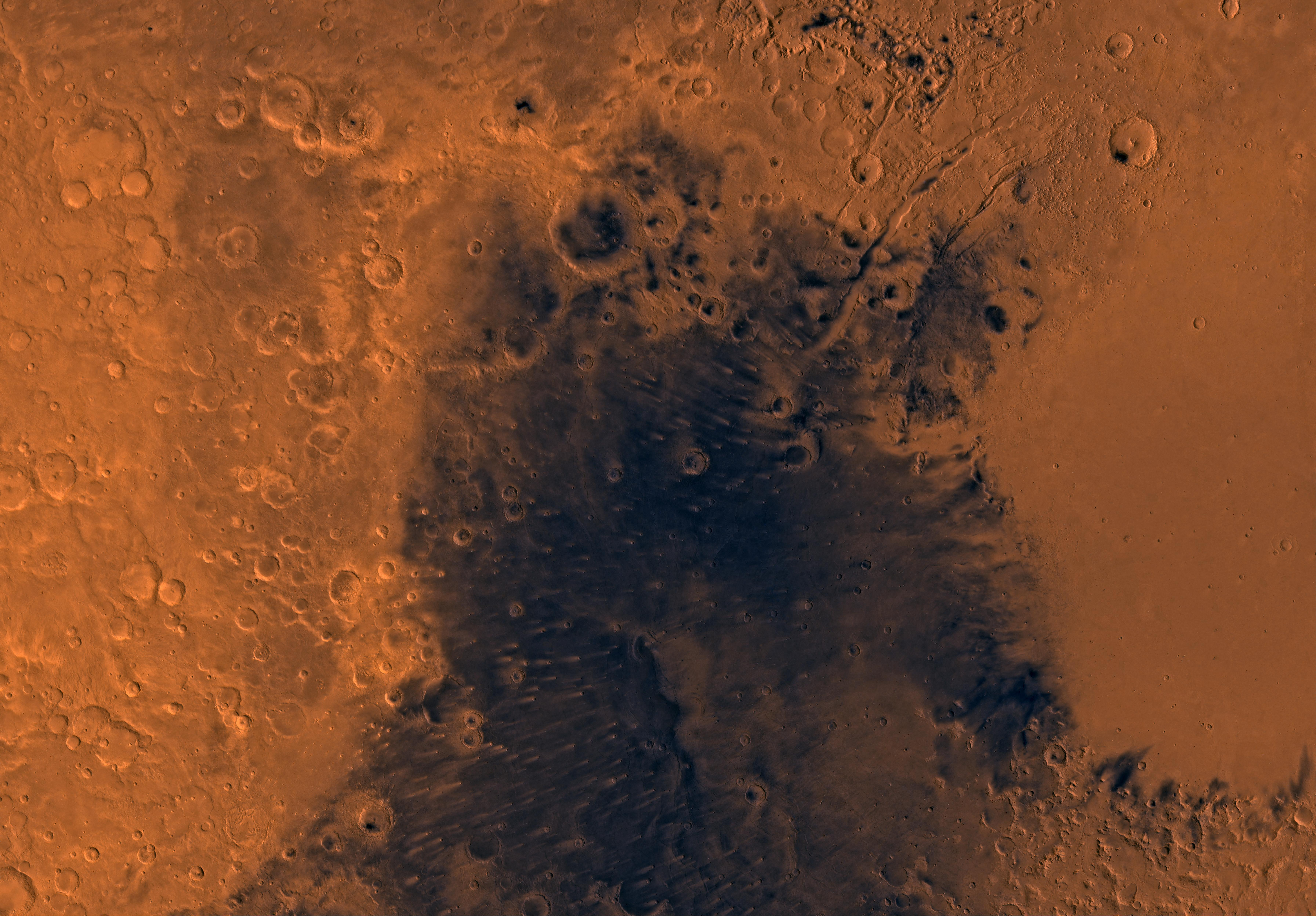
Foto door Viking Orbiter 1 van 5 juni 1998

Syrtis Major Planum is een donker gebied op de grens van het noordelijke laagland en het zuidelijke hoogland van Mars. Uit gegevens van de Mars Global Surveyor bleek het een schildvulkaan te zijn. Tevoren werd het voor een vlakte gehouden en heette daarom Syrtis Major Planitia. De donkere kleur komt van de basaltische vulkanische rots en de betrekkelijke geringe hoeveelheid stof.

## Geografie en geologie
Syrtis Major ligt rond 8° 24′ 0″ N, 69° 30′ 0″ E, strekt zich uit tot 1500 km ten noorden van de evenaar en meet 1000 km van west naar oost. Het gebied helt van de hogere westkant bij Aeria tot de oostelijke rand Isidis Planitia die 4 km lager ligt. Bij 310° W ligt een rug die 6 km hoogte bereikt. Het grootste deel van Syrtis Major bestaat uit hellingen van minder dan 1°, veel minder dan de flanken van de vulkanen op het Tharsisschild.
In het midden van Syrtus Major ligt een slenk van 350 × 150 km die in de noord-zuid-richting is uitgerekt. Deze omvat de caldera's Nili Patera en Meroe Patera, beide ongeveer 2 km diep. De bodems van de caldera's liggen niet hoger dan het gebied rond Syrtis Major. De bodem van Nili Patera bevat minder inslagkraters en lijkt daarom jonger dan Meroe Patera. Het meest voorkomende rotsgesteente is basaltisch, maar ook daciet is aangetoond in Nili Patera. Satellietmetingen van het zwaartekrachtsveld laten een versterkte aantrekking zien door beide caldera's. Hieruit kan de aanwezigheid van een 600 × 300 km oude magmakamer in noord-zuidrichting worden afgeleid met gesteenten van grote dichtheid, waarschijnlijk vooral pyroxeen of olivijn, dat uit het magma neersloeg voorafgaand aan uitbarstingen. Datering van Syrtis Major met behulp van kratertellingen wijst op vorming in het Hesperische tijdperk. Het nabijliggende Isidis inslagbasin ontstond eerder (Hiesinger 2004).

## Ontdekking en naam
De naam Syrtis Major komt van de klassieke Romeinse naam voor de Golf van Sidra aan de kust van Libië, de oude Cyrenaica.
Syrtis Major was het eerste oppervlaktedetail van een andere planeet dat beschreven werd. Het werd ontdekt door Christiaan Huygens, die het opnam op een kaart van Mars in 1659. Eerst stond het bekend als de Zandloperzee (Engels Hourglass Sea) maar kreeg andere namen van diverse cartografen. In 1840 stelde Johann Heinrich von Mädler een kaart van Mars samen aan de hand van zijn waarnemingen en noemde het gebied Atlantic Canale. Op Richard Proctors kaart van 1867 heette het gebied de Kaiser Sea (naar Frederik Kaiser van het Sterrewacht Leiden). Camille Flammarion noemde het Mer du Sablier (Frans voor Zandloperzee) toen hij Proctors namen herzag in 1876. De naam Syrtis Major is te danken aan Giovanni Schiaparelli en zijn kaart van waarnemingen toen Mars dichtbij stond in 1877.

## Verwijzingen
1. ↑  Hiesinger, H., Head (publications), J. W. (2004-01-08). The Syrtis Major volcanic province, Mars: Synthesis from Mars Global Surveyor data. Journal of Geophysical Research 109 (E1). DOI: 10.1029/2003JE002143.  Gearchiveerd van origineel op 8 februari 2012. Geraadpleegd op 8 maart 2008.  E01004
2. ↑  Complex Lavas in Nili Patera (23 oktober 2006). Geraadpleegd op 15 februari 2013.  op de Mars Odyssey Mission THEMIS website
3. ↑  Morton, Oliver (2002). Mapping Mars: Science, Imagination, and the Birth of a World. Picador USA, New York, 14-15. ISBN 0312245513.
4. ↑  William Sheehan, The Planet Mars: A History of Observation and Discovery - Chapter 4: Areographers. Gearchiveerd op 1 juli 2017. Geraadpleegd op 15 februari 2013.